# Гранатовый браслет (фильм, 1964)
«Гранатовый браслет» — художественный фильм режиссёра Абрама Роома, снятый по мотивам одноимённой повести Александра Ивановича Куприна.

## Сюжет
В день своих именин княгиня Вера Николаевна Шеина получила от своего давнего анонимного поклонника в подарок браслет, украшенный редким зелёным гранатом. Будучи замужней женщиной, она посчитала себя не вправе получать какие-либо подарки от посторонних мужчин.
Её брат, Николай Николаевич, товарищ прокурора, вместе с князем Василием Львовичем нашёл отправителя. Им оказался скромный чиновник Георгий Желтков. Много лет назад он случайно на цирковом представлении увидел в ложе княгиню Веру и влюбился в неё чистой и безответной любовью. Несколько раз в год, на большие праздники он позволял себе писать к ней письма.
Теперь, после разговора с князем, ему стало стыдно за те поступки, которые могли скомпрометировать невинную женщину. Однако его любовь к ней была настолько глубока и бескорыстна, что он не мог представить вынужденную разлуку, на которой настаивали муж и брат княгини.
После их ухода он написал прощальное письмо к Вере Николаевне, отнёс квартирной хозяйке возвращённый ему браслет с просьбой отнести украшение в костёл, заперся в своей комнате и застрелился, не видя смысла в дальнейшей своей жизни.

## В ролях
- Ариадна Шенгелая — княгиня Вера Николаевна Шеина
- Игорь Озеров — Георгий Степанович Желтков
- Олег Басилашвили — князь Василий Львович Шеин
- Владислав Стржельчик — Николай Николаевич Мирза-Булат-Тугановский
- Наталья Малявина — Анна Николаевна Фриессе, сестра Веры
- Юрий Аверин — Густав Иванович фон Фриессе
- Ольга Жизнева — пани Заржицкая
- Леонид Галлис — генерал Яков Михайлович Аносов
- Жанна Тертерян — Женни Рейтер
- Зоя Василькова — Людмила Васильевна Дурасова
- Сергей Карнович-Валуа — переводчик
- Григорий Гай — Александр Иванович Куприн
- Павел Массальский — Его превосходительство, начальник Желткова
- Валентин Кулик — Бахтинский
- Владимир Раутбарт — иллюзионист Альберто Прастерди

## Съёмочная группа
- Авторы сценария: Анатолий Гранберг, Абрам Роом
- Режиссёр-постановщик: Абрам Роом
- Оператор-постановщик: Леонид Крайненков